# Пайсанду Спорт Клуб
Пайсанду Спорт Клуб (на португалски: Paysandu Sport Club или просто Пайсанду) е бразилски футболен отбор от град Белен, щат Пара. Състезава се в Бразилската Серия Б.

## История
Клубът е създаден на 2 февруари 1914 г. Печели цели 45 щатски първенства, двукратен шампион на Серия Б. През 2003 г. участва в турнира за Копа Либертадорес. Завършва като победител в групата си, но на 1/16 финала е отстранен от бъдещия носител на трофея Бока Хуниорс. В първия мач на Ла Бомбонера Пайсанду постига сензационна победа с 0:1, но губи реванша на собствен терен с 2:4. Играе домакинските си срещи на двата градски стадиона в Белен – Ещадио Леонидас Кастро и Ещадио Олимпико до Пара.

## Успехи
Серия Б
- Шампион (2): 1991, 2001

Кампеонато Параензе
- Шампион (45): 1920, 1921, 1922, 1923, 1927, 1928, 1929, 1931, 1932, 1934, 1939, 1942, 1943, 1944, 1945, 1947, 1956, 1957, 1959, 1961, 1962, 1963, 1965, 1966, 1967, 1969, 1971, 1972, 1976, 1980, 1981, 1982, 1984, 1985, 1987, 1992, 1998, 2000, 2001, 2002, 2005, 2006, 2009, 2010, 2013

## Известни футболисти
- Марсело Никасио
- Джовани
- Жоаозиньо